# 러시아워 (1998년 영화)
《러시아워》(영어: Rush Hour)는 1998년 개봉한 액션 코미디 영화이다. 성룡과 크리스 터커의 주연작으로, 브렛 래트너 감독이 연출했다. 홍콩 반환기를 배경으로 홍콩 출신의 형사 리와 미국인 형사 카터가 힘을 합쳐 전직 홍콩 영사의 딸을 구해내는 이야기이다.
2001년 속편 《러시아워 2》, 2007년 《러시아워 3》가 나왔다.

## 줄거리
1997년 6월 30일 영국령 홍콩의 마지막 날, 영국령 홍콩 경찰의 리 형사는 정체불명의 범죄 조직 두목 준타오를 체포하기 위해 부두에서 급습 작전을 지휘한다. 그는 준타오의 오른팔인 상만 발견하고, 상은 보트를 타고 도주한다. 리는 준타오가 훔친 수많은 중국 문화재를 회수하여, 떠나는 상사들인 중국 영사 솔론 한과 영국 경찰 사령관 토마스 그리핀에게 작별 승리의 선물로 증정한다.
두 달 후 한이 로스앤젤레스에서 새로운 외교직을 맡은 뒤, 한의 딸 수영이 학교에 가는 길에 상에게 납치된다. 한은 리에게 사건 지원을 요청하지만, FBI는 리의 개입이 국제적 문제를 야기할 수 있다고 우려하여 그를 LAPD에 맡긴다. 재능은 있지만 건방진 LAPD 형사 제임스 카터는 자아도취적인 태도로 인해 다른 경찰서원들에게 미움을 받고 있으며, 무기 거래를 가장한 함정 수사를 망쳐버린 것에 대한 처벌로 리를 "베이비시팅"하게 된다. 카터는 오랫동안 FBI에 합류하는 것을 꿈꿔왔으며 중요한 사건에 선발되었다고 믿는다. 그러나 카터는 자신이 속았다는 것을 알게 되자 직접 납치 사건을 해결하기로 결심한다. 카터는 리를 관광 투어에 데리고 다니며 대사관에서 멀리 떨어뜨려 놓으면서 납치에 대한 정보를 수집한다. 카터가 리에게 자신의 지시를 따르라고 말하자 리는 한 흑인 바텐더를 N-단어로 부르게 되고, 그것이 모욕적인 말이라는 것을 알지 못해 바에서 곤경에 처한다. 그 결과 몇몇 흑인 손님들이 리를 공격했고, 리는 그들을 제압해야 했다. 카터는 리가 자신을 떠나는 것을 막으려 하지만 리는 혼자서 중국 영사관으로 향하고, 그곳에서 한과 FBI가 딸에 대한 소식을 기다리고 있다. 책임 특수 요원 워렌 러스와 논쟁하는 동안 카터는 자신도 모르게 상과 협상하여 5천만 달러의 몸값 지불을 주선한다.
FBI는 전화를 추적하여 창고를 찾아내고, 그곳에서 요원 팀이 가소성 폭약에 의해 살해당한다. 근처에서 상을 발견한 리와 카터는 추격하지만 상은 도주하며 기폭 장치를 떨어뜨린다. 카터의 동료이자 과거 연인이었던 LAPD 폭발물 전문가 타니아 존슨은 그것을 이전 함정 수사에서 카터가 체포했던 클라이브 콥에게 추적한다. 리는 클라이브에게 차이나타운의 푸저우 식당에서 만났던 준타오와의 사업 관계를 밝히도록 압박한다. 클라이브는 처음에는 두 사람과 이야기하기를 꺼리지만 리가 수영의 사진을 보여주자 마음을 바꾼다. 리는 카터의 신뢰를 얻기 시작한다. 카터는 혼자 식당에 가서 준타오가 수영을 밴에 태우는 감시 비디오를 본다. 리가 도착하여 준타오의 조직으로부터 카터를 구하지만, FBI는 몸값 지불 실패의 원인을 그들에게 돌리며 사건에서 제외시키고 리는 홍콩으로 돌려보낸다. 그러나 카터는 포기하지 않고 존슨에게 도움을 요청하여 리의 비행기에 몰래 탑승하고, 그곳에서 홍콩 형사를 설득하여 함께 준타오를 막기로 한다.
그리핀은 나중에 사건에 개입하여 준타오의 조직과 HKPF의 과거에 대해 더 많이 밝히고, 더 이상의 유혈 사태를 피하기 위해 한에게 몸값을 지불하도록 간청한다. 한과 그리핀이 감독하는 로스앤젤레스 컨벤션 센터의 중국 미술 전시회 개막식에서 현재 7천만 달러의 몸값이 전달되고, 카터, 리, 존슨은 손님으로 위장하여 입장한다. 카터는 손님들에게 안전을 위해 대피하라고 명령하여 FBI를 화나게 하지만, 리는 그리핀이 상으로부터 기폭 장치 리모컨을 받는 것을 잡는다. 카터가 차이나타운 감시 테이프에서 그를 알아보자 리와 존슨은 그리핀이 준타오라는 것을 깨닫는다. 그리핀은 수영에게 부착된 폭탄 조끼를 폭발시키겠다고 위협하며 리가 급습 작전에서 회수한 귀중한 중국 유물에 대한 보상으로 몸값을 전액 지불할 것을 요구한다. 준타오의 부하들이 FBI와 총격전을 벌이는 동안 카터는 몰래 빠져나가 밴에서 수영을 찾아낸 후, 밴을 건물 안으로 운전하여 그리핀의 사정거리 안에 들어오게 함으로써 그가 조끼를 작동시키는 것을 막는다.
존슨은 수영에게서 조끼를 벗기고, 그리핀은 돈 가방을 들고 지붕으로 향한다. 리는 조끼를 가지고 그리핀을 쫓는다. 상은 카터를 속이려다 총을 겨누지만 카터는 먼저 상을 쏘아 러스를 구한다. 리는 그리핀과 짧은 다툼을 벌이다 둘 다 서까래에 매달린다. 조끼를 잡고 있던 그리핀은 끈이 찢어지면서 떨어져 죽지만, 리가 떨어질 때 카터가 큰 깃발로 그를 받는다. 한과 수영은 재회하고 한은 보상으로 카터와 리를 홍콩으로 휴가를 보낸다. 카터가 떠나기 전, 러스와 휘트니 요원은 그에게 FBI 자리를 제안하지만 그는 비웃으며 자신은 LAPD라고 자랑스럽게 말하며 거절한다. 카터는 리와 함께 비행기에 탑승하고, 리는 짜증나게도 에드윈 스티어의 "War"를 음이탈하며 부르기 시작한다. 절망한 카터는 승무원에게 소리치며 다른 좌석을 요구한다.

## 배역
- 성룡 - 리
- 크리스 터커 - 제임스 카터
- 톰 윌킨슨 - 토머스 그리핀
- 마지 - 한 영사
- 켄 렁 - 상
- 엘리자베스 페냐 - 태니아 존슨
- 마크 롤스턴 - 워런 러스
- 렉스 린 - 댄 휘틀리
- 크리스 펜 - 클라이브 코브
- 필립 베이커 홀 - 윌리엄 딜 서장
- 줄리아 슈 - 수영
- 존 호크스 - 스터키
- 클리프턴 파월 - 루크
- 배리 샤바카 헨리 - 바비

## 한국판 성우진

### MBC (2001년 1월 23일)
- 권혁수 - 리(성룡)
- 이인성 - 카터(크리스 터커)
- 황일청 - 그리핀(톰 윌킨슨)
- 엄현정 - 존슨(엘리자베스 페냐)
- 이종혁 - 한 영사(마지)
- 김현직 - 경찰 서장(필립 베이커 홀) / 폭탄 교관 / 긱[ ㅎ,ㄱㅇ;ㄴ
- 탁원제 - 워렌 러스(마크 롤스톤)
- 김동현 - 클라이브(크리스 펜)
- 손원일 - 상(켄 렁)
- 이승환 - 스데키(존 호크스)
- 안장혁
- 박지훈 - 위트니(렉스 린)
- 이철용 - 카터의 사촌(클리프톤 파웰) / 교도관(배리 샤바카 헨리)
- 김용준
- 박선영
- 송준석
- 이상범
- 김서영
- 노계현
- 이자옥
- 최한

### SBS (2003년 1월 31일)
- 홍시호 - 리(성룡)
- 김일 - 카터(크리스 터커)
- 온영삼 - 그리핀(톰 윌킨슨)
- 송두석 - 한 영사(마지)
- 양정화 - 수영(줄리아 슈)
- 한상혁 - 워렌 러스(마크 롤스톤)
- 김관진 - 위트니(렉스 린)
- 차명화 - 존슨(엘리자베스 페냐)
- 이재용 - 클라이브(크리스 펜)
- 김영선 - 상(켄 렁)
- 박상일 - 경찰 서장(필립 베이커 홀)
- 이재정 - 식당 종업원(라디아 룩)
- 김호성 - 스데키(존 호크스)
- 순동운 - 경찰(조디 밀러드)